# Simpson Horror Show XXVII
Le Simpson Horror Show XXVII est le quatrième épisode de la vingt-huitième saison de la série télévisée Les Simpson et le 600e épisode de la série. Il est sorti en première sur le réseau Fox le 16 octobre 2016.

## Introduction
La famille Simpson se fait piéger par Tahiti Bob et sa bande lors de ses achats de Noël…

### Extrême sécheresse
Dans un monde post-apocalyptique, la ville de Springfield est déserte. Monsieur Burns, qui contrôle la seule réserve d'eau, organise un grand jeu entre les enfants et offrira au gagnant une journée près de la réserve. Lisa représente sa ville mais, pour gagner, il lui faudra tuer tous les autres enfants…

### Meilleure amie pour toujours
Alors que les meilleures amies de Lisa se font tuer l'une après l'autre, la police découvre que le coupable est une connaissance de Lisa. Le vernis à ongle présent sur chaque lieu du
crime est celui que Lisa portait toujours en présence de Rachel, sa meilleure amie imaginaire d'enfance…

### Moefinger
Moe sauve Bart de voyous et lui révèle qu'il est un agent secret au sein d'une organisation de barmans. Il souhaite que Bart remplace son père, mort tragiquement, afin de combattre le
nouveau propriétaire du stade Duff : Remoh. Mais derrière Remoh se cachent encore d'autres surprises…

## Réception
Lors de sa première diffusion l'épisode a attiré 7,44 millions de téléspectateurs.